# Зимові Олімпійські ігри 1972
Зимові Олімпійські ігри 1972 або XI Зимові Олімпійські ігри — міжнародне спортивне змагання із зимових видів спорту, яке проходило під егідою Міжнародного олімпійського комітету у місті Саппоро, Японія з 3 лютого по 13 лютого 1972 року.

## Вибори міста проведення
| Місто          | Країна    | 1-й раунд |
| Саппоро        | Японія    | 32        |
| Банфф          | Канада    | 16        |
| Лахті          | Фінляндія | 7         |
| Солт-Лейк-Сіті | США       | 7         |

## Змагання
35 медалей розіграли в 10 видах спорту.
| - Гірськолижний спорт (6) - Біатлон (2) - Бобслей (2) - Лижні перегони (7) - Фігурне катання (3) | - Хокей з шайбою (1) - Санний спорт (3) - Лижне двоборство (1) - Стрибки з трампліна (2) - Ковзанярський спорт (8) |

## Учасники
| - Аргентина - Австралія - Австрія - Бельгія - Болгарія - Канада - Республіка Китай - Чехословаччина - НДР - Фінляндія - Франція - Велика Британія |  | - Греція - Угорщина - Італія - Іран - Японія - Південна Корея - Північна Корея - Ліван - Ліхтенштейн - Монголія - Нідерланди - Нова Зеландія |  | - Норвегія - Філіппіни - Польща - Румунія - Іспанія - Швеція - Швейцарія - США - СРСР - ФРН - Югославія |

## Визначні події
- Японія, яка доти ніколи не вигравала золотої медалі на Зимових Олімпіадах, здобула золото, срібло і бронзу в стрибках з трампліна.
- Галина Кулакова виграла всі три лижні гонки.
- Нідерландець Адріанус Схенк здобув три золоті медалі у бігу на ковзанах.
- Канада відмовилася прислати хокейну команду, мотивуючи це тим, що за соціалістичні країни виступають хокеїсти-професіонали.

## Здобутки українських спортсменів
В біатлонній естафеті 4 х 7,5 км, виступаючи в сладі збірної СРСР, золоті олімпійські медалі виграв Іван Бяков.

## Медальний залік
Топ-10 неофіційного національного медального заліку:
| Місце | Країна                  | Золото | Срібло | Бронза | Загалом |
| ----- | ----------------------- | ------ | ------ | ------ | ------- |
| 1     | СРСР (URS)              | 8      | 5      | 3      | 16      |
| 2     | НДР (GDR)               | 4      | 3      | 7      | 14      |
| 3     | Швейцарія (SUI)         | 4      | 3      | 3      | 10      |
| 4     | Нідерланди (NED)        | 4      | 3      | 2      | 9       |
| 5     | США (USA)               | 3      | 2      | 3      | 8       |
| 6     | Західна Німеччина (FRG) | 3      | 1      | 1      | 5       |
| 7     | Норвегія (NOR)          | 2      | 5      | 5      | 12      |
| 8     | Італія (ITA)            | 2      | 2      | 1      | 5       |
| 9     | Австрія (AUT)           | 1      | 2      | 2      | 5       |
| 10    | Швеція (SWE)            | 1      | 1      | 2      | 4       |